# Sergei Andrejewitsch Tscheptschugow
Sergei Andrejewitsch Tscheptschugow (russisch Сергей Андреевич Чепчугов; UEFA-Schreibweise: Sergey Chepchugov bzw. Sergei Chepchugov; engl. Transkription: Sergei Andreyevich Chepchugov; * 15. Juli 1985 in Krasnojarsk, Sowjetunion) ist ein ehemaliger russischer Fußballtorwart. Zuletzt war er 2021 bei FK Jenissei 2 Krasnojarsk aktiv.

## Karriere

### Karrierebeginn in Krasnojarsk
Seine aktive Karriere begann der im Jahre 1985 in Krasnojarsk in der damaligen Sowjetunion geborene Tscheptschugow bei seinem Heimatverein Metallurg Krasnojarsk. Dort war er anfangs vorwiegend im Nachwuchs aktiv, schaffte es aber im Jahre 2003 erstmals in den Kader des Drittligateams, wo er allerdings zumeist nur als Ersatztorhüter im Aufgebot stand und keinen Ligaeinsatz verzeichnen konnte. Erst 2004 brachte er es zu seinen ersten Ligaauftritten in der russischen Drittklassigkeit, der 2. Fußball-Division. Dabei wurde er mit dem Team, das ihren Spielbetrieb in der Zone Ost, einer von fünf parallel laufenden Staffeln, hat, in 24 von insgesamt 27 möglich gewesenen Ligapartien eingesetzt. Nachdem er bereits in dieser Saison als Stammtorhüter agierte und mit der Mannschaft im Endklassement auf dem vierten Platz rangierte, dominierte er im Spieljahr 2005. In dieser Saison wurde er in allen 30 ausgetragenen Meisterschaftsspielen eingesetzt und erreichte mit der Mannschaft mit insgesamt 72 Punkten und nur zwei Niederlagen aus 30 Partien den ersten Platz in der Zone Ost. Damit fixierte das Team den Aufstieg in die zweithöchste russische Liga, die 1. Fußball-Division, wobei Tscheptschugow noch zum Abschluss der Saison zum besten Torhüter der Zone Ost gewählt wurde. Insgesamt 18 Tore musste er im Laufe der Saison hinnehmen.
In der Zweitligasaison wurde Tscheptschugow in insgesamt 19 Ligaspielen eingesetzt und kam zudem während der Saison auf Leihbasis zum Drittligisten FK Sibirjak Bratsk, wo er in weiteren 14 Meisterschaftspartien zum Einsatz kam. Während er auch dort in der Zone Ost eingesetzt wurde und mit dem Team auf einem Platz im Tabellenmittelfeld kam, schaffte es sein eigentlicher Stammverein Metallurg Krasnojarsk nicht den Klassenerhalt zu bewahren. Bereits nach einer Saison in der Zweitklassigkeit stieg das Herrenteam des Vereins auf dem vorletzten Platz rangierend wieder in die dritthöchste Fußballliga des Landes ab. Nach dem Wiederabstieg konnte die Mannschaft nicht mehr an den Erfolgen von einst anschließen und kam nach der Saison 2007 lediglich auf einen Platz im Tabellenmittelfeld. In insgesamt 24 von 30 Ligaspielen wurde Tscheptschugow im Laufe der Saison eingesetzt, ehe er einen Vereinswechsel verzeichnen konnte. So wechselte er nach etwa 101 Ligaspielen für Metallurg Krasnojarsk im Jahre 2008 nach Lettland zum damals noch existierenden FK Riga.

### Nach Stippvisite in Lettland, Rückkehr nach Russland
Nachdem er in der höchsten lettischen Fußballliga, der Virslīga, in fünf Ligaspielen des FK Riga eingesetzt wurde, brachte er es parallel dazu auch noch auf eine Reihe von UI-Cupeinsätzen. Dabei wurde er im UEFA Intertoto Cup 2008 gleich in verschiedenen Partien eingesetzt und schaffte es mit der Mannschaft bis in die dritte Runde, wo man nur knapp gegen die IF Elfsborg mit einem Gesamtscore von 0:1 ausschied. Weitere Spiele absolvierte der russische Torhüter in der Baltic League 2008, wo es die Mannschaft bis ins Halbfinale schaffte und dort mit einem Gesamtscore von 2:8 gegen den Lokalrivalen Skonto Riga ausschied. Noch im selben Jahr kehrte Tscheptschugow dem Verein, der sich noch am Ende der Saison in seiner bestehenden Form auflöste und sich mit dem lokalen Verein FK Olimps/ASK zum JFK Olimps/RFS fusionierte, den Rücken und kehrte wieder in sein Heimatland zurück.
Dabei unterschrieb er einen Vertrag beim Zweitligisten FK Sibir Nowosibirsk, bei dem er noch im selben Jahr in insgesamt neun Ligapartien das Tor des sibirischen Fußballklubs hütete. Damit war er hinter Dmitri Wladimirowitsch Borodin (17 Einsätze) und Aleksandr Wladimirowitsch Budakow (15 Einsätze) und vor Nenad Erić (1 Einsatz) der am drittöftesten eingesetzte Torhüter seines Teams. Die Mannschaft schaffte dabei in der zum Teil recht dichtgestaffelten Tabelle nur knapp den Klassenerhalt und ging mit danach in eine von großen Erfolgen geprägte Spielzeit 2009. Dabei etablierte sich das Team rund um den jungen Torhüter Tscheptschugow als eines der besten der gesamten Liga und schaffte schließlich als Vizemeister den ersehnten Aufstieg in die Premjer-Liga, die höchste Spielklasse im russischen Fußball. Tscheptschugow selbst wurde in der Zweitligasaison 2009 in eigentlich allen Meisterschaftsspielen eingesetzt und avancierte so zu einer regelrechten Stammkraft sowie zum besten Torhüter der Liga. Aufgrund seiner Leistungen in der Aufstiegssaison wurden verschiedene russische Klubs auf den Torhüter aufmerksam.

### Wechsel zu ZSKA Moskau
Noch vor dem Saisonauftakt 2010 transferierte Tscheptschugow am 23. Dezember 2009 zusammen mit dem jungen Abwehrspieler Kirill Anatoljewitsch Nababkin vom FK Moskau zum ZSKA Moskau. Während er in der Kampfmannschaft selbst keine wirklichen Aussichten auf den Durchbruch hatte, wurde er von Beginn an in die vereinseigene Jugend abgegeben, wo er fortan zu sporadischen Einsätzen kommen sollte, um nicht seine Form zu verlieren. Bis zum Saisonende verzeichnete er so neun Meisterschaftseinsätze im Nachwuchsbereich sowie zwei Ligaauftritte in der Premjer-Liga, in der er am 3. Oktober 2010 beim 2:0-Erfolg über den FK Rostow debütierte und dabei über die volle Spieldauer das Tor seiner Mannschaft hütete. Im letzten Saisonspiel, einem 0:0-Auswärtsremis gegen den Fast-Absteiger Amkar Perm, verzeichnete er seinen zweiten Ligaeinsatz für den Hauptstadtverein. Mit dem Team kam er zum Saisonende mit 62 Punkten auf den zweiten Tabellenplatz hinter Meister Zenit St. Petersburg. Damit sicherte sich die Mannschaft auch einen Startplatz in der Gruppenphase der darauffolgenden UEFA Champions League 2011/12. Außerdem stand Tscheptschugow im März 2010 als Ersatztorhüter im Aufgebot von ZSKA Moskau, als das Team im russischen Supercup von Rubin Kasan mit 0:1 bezwungen wurde.
Weitere zwei Pflichtspieleinsätze für das Profiteam konnte Tscheptschugow schließlich in der UEFA Europa League 2010/11 verzeichnen, wo er gleich in zwei Partien, einmal am 15. Dezember 2010 beim 1:1-Remis gegen Sparta Prag und einmal am 22. Februar 2011 beim 1:1-Remis gegen PAOK Thessaloniki, eingesetzt wurde. Im letztgenannten Spiel kam er allerdings erst in der 66. Spielminute für den verletzten Igor Wladimirowitsch Akinfejew auf den Rasen. Aufgrund der Verletzung Akinfejews und seiner Leistung im Europa-League-Spiel gegen die Griechen wurde Tscheptschugow am 28. Februar 2011 auch im Achtelfinalspiel des russischen Fußballpokals 2010/11 gegen Schinnik Jaroslawl über die volle Spieldauer eingesetzt; das Spiel wurde von ZSKA Moskau mit 1:0 gewonnen. Seit diesem Einsatz konnte der mittlerweile 25-Jährige keinen Pflichtspieleinsatz mehr für sein Team absolvieren. Beim Supercup 2011, den das Team abermals mit 0:1 verlor, diesmal allerdings gegen Zenit St. Petersburg, saß er abermals nur als Ersatztorhüter auf der Reservebank.

## Erfolge
mit Metallurg Krasnojarsk
- 1× Meister der drittklassigen 2. Fußball-Division (Zone Ost) und Aufstieg in die zweitklassige 1. Fußball-Division: 2005
- 1× Bester Torhüter der 2. Fußball-Division (Zone Ost): 2005

mit FK Sibir Nowosibirsk
- 1× Vizemeister der zweitklassigen 1. Fußball-Division und Aufstieg in die Premjer-Liga: 2009
- 1× Bester Torhüter der 1. Fußball-Division: 2009

mit ZSKA Moskau
- 3× Russischer Meister: 2013, 2014, 2016
- 2× Russischer Supercupfinalist: 2010 und 2011